# Lluís Dalmau
Lluís Dalmau (* um 1400; † 1460 in Valencia, Spanien) war ein katalanischer Maler der Gotik.

## Leben und Werk

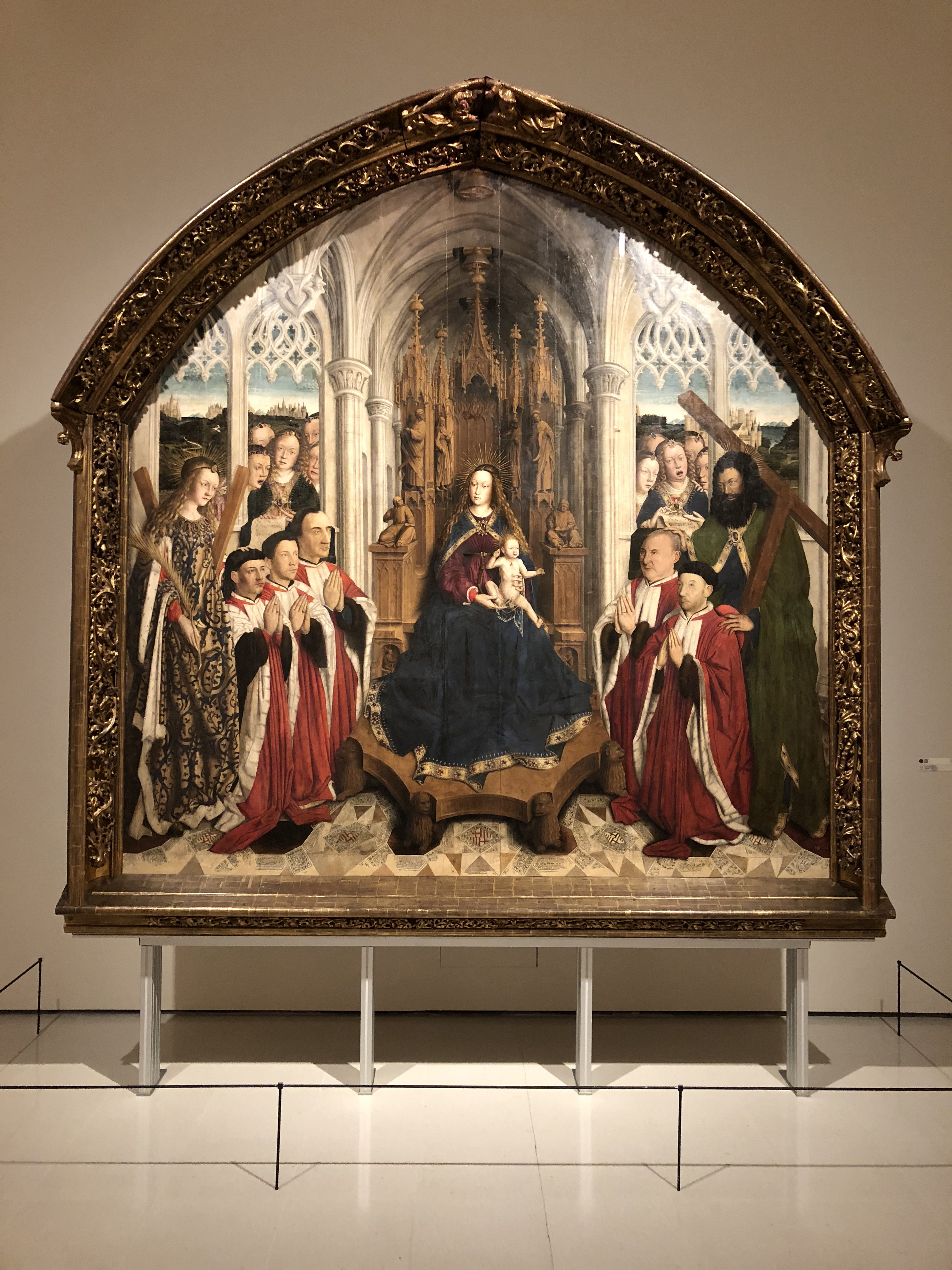
Die Ratsherrenmadonna

Dalmau war Hofmaler von König Alfons V. von Aragonien. 1431 ging er nach Brügge, um die Öltechnik der flämischen Schule zu studieren. 1437 kehrte er nach Spanien zurück. Das einzige ihm eindeutig zuzuschreibende Werk, Thronende Madonna, das auch unter dem Namen Die Ratsherrenmadonna bekannt ist (1443–45), verrät eindeutig den Einfluss Jan van Eycks. Nicht nur die Figuren, sondern auch die architektonischen Elemente und der Thron der Madonna zeigen flämischen Einfluss. Die Altartafel auf Holz ist 285 × 310 cm groß und in Temperamalerei gefertigt. Es zeigt in Zentralperspektive die Madonna mit Kind in würdevoller Hoheit, umrahmt von Engeln, der heiligen Eulalia als Schutzpatronin Barcelonas, dem Apostel Andreas, sowie fünf heute unbekannten Ratsherren. Das Werk befindet sich heute im Museo Nacional de Art de Cataluna in Barcelona. Gemalt wurde es wohl in Valencia.